# John Carter Bacot
Pour les articles homonymes, voir Bacot.
John Carter Bacot (prononcé Bake-oh), né le 7 février 1933 et mort le 7 avril 2005, est l’ancien directeur des opérations de la Bank of New York, puis l’ancien président-directeur général de cette même banque. Il a quitté ses fonctions en 2003, après avoir servi pendant 43 ans cet établissement financier. Il meurt deux ans plus tard, à 72 ans. En tant que dirigeant, il a animé une profonde transformation de cette banque traditionnelle.

## Biographie
John Carter Bacot est né en 1933 à Utila, dans l’État de New York. Son père dirige une entreprise locale de glace à Utica.
Il est diplômé de l'Hamilton College en 1955 et mène ensuite des études de droit à la Cornell Law School jusqu'en 1958. 
Il entre en 1960 à la Bank of New York. Il est nommé vice-président de la holding en 1975 et président en 1979. Il en devient le président et directeur général de 1982 à 1998. Il fait évoluer cette banque, d'un rôle de banque de détail traditionnelle proposant des prêts et des cartes de crédit en un leader dans le domaine des services et du traitement des titres pour les autres banques au niveau mondial, intervenant sur le marchés d'actions et d'obligations du monde entier. 
Il conduit également une fusion historique, en 1988, avec l'Irving Bank, à l'époque, la plus grande fusion bancaire jamais réalisée jusqu'alors. S'étant vu refusé une offre amicale initiale, il poursuit l'opération de fusion en procédant à une prise de contrôle hostile dans un secteur où les OPA hostiles étaient très inhabituelles. Il est confrionté à de nombreux obstacles réglementaires et logistiques, et à des actions juridiques intentées par l'Irving Corporation, mais réussit à mener à bien cette fusion,,. L'ensemble qu'il constitue devient alors la 12e banque des États-Unis.
Il quitte les commandes de ce groupe bancaire, la Bank of New York, en 2003.
Il meurt peu de temps après, âgé de 72 ans, en avril 2005, à son domicile, d'une crise cardiaque,.